# Revolta popular tailandesa de 1973
A revolta popular de 14 de outubro de 1973 (em tailandês: เหตุการณ์ 14 ตุลา) foi um acontecimento na história da Tailândia que resultou no fim do governo de ditadura militar anti-comunista de Thanom Kittikachorn e alterou o sistema político tailandês. Notavelmente, ele destacou a crescente influência dos tailandeses estudantes universitários na política.

## Ativismo estudantil na Tailândia nas décadas de 1950 e 1970
O ativismo estudantil na Tailândia cresceu consideravelmente durante a década de 1950, com muitos estudantes sendo inspirados pela ideologia de esquerda para mobilizar e organizar manifestações e comícios contra as políticas pró-americanas dos governantes no poder. O aumento de estudantes universitários como uma força política também foi devido ao aumento no número absoluto de estudantes universitários. De 1961 a 1972, o número de estudantes universitários aumentou de 15 mil para 150 mil, enquanto o número de universidades aumentou de 5 para 17. Antes de 1968, a atividade do estudante estava confinada às manifestações de lealdade ao invés de exigências de mudança ou crítica do sistema político. A morte de Sarit Thanarat, em novembro de 1963, mudou o rumo das coisas, já que o governo sob Thanom viu-se mais tolerante a estudantes e intelectuais. A publicação do Social Science Review na década de 1960 foi creditado como sendo responsável por reiniciar o pensamento intelectual e debate na política tailandesa. Os grupos de discussão surgiram nas principais universidades, onde se desenvolveram em grupos independentes organizados e importantes, por exemplo, o "Sapha Na Dome", o "Sethatham" e o grupo "Sotús". Estes grupos independentes estavam produzindo seus próprios escritos e o Social Science Review começou a publicar artigos pertencentes a estes grupos. Alguns dos escritos eram críticos ao governo. Esses grupos também começaram a realizar seminários políticos clandestinos que incentivavam os alunos a serem analíticos e críticos.

## O Centro Nacional dos Estudantes da Tailândia
Os grupos de discussão de estudantes eram, em muitos aspectos importantes, diferentes das associações de estudantes já presentes nos campus. Eles eram radicais e olhavam para as novas formas de interpretar a sociedade e a política tailandesa, muitas vezes com uma inclinação de esquerda. Eles não se organizam da mesma maneira que os sindicatos oficiais ou as associações de estudantes, ou seja, em uma base hierárquica e politicamente conservadora. Estes grupos de diferentes universidades foram capazes de transcender a rivalidade inter-universitária e construir contatos entre si. 10 programas de desenvolvimento, baseados no Corpo da Paz, dos Estados Unidos, levou estudantes de várias universidades a trabalharem em áreas rurais durante a sua férias e obrigavam-os a reconhecer os problemas no campo. Os programas também serviram para mostrar aos alunos como sua formação universitária tinha sido inadequada, pois eles não foram capazes de usar qualquer um dos seus conhecimentos para melhorar as condições que a maioria da população rural enfrentava.
Como consequência do aumento do contato não-competitivo entre as universidades, o Centro Nacional dos Estudantes da Tailândia (NSCT) foi fundado em 1968. Seu objetivo era representar e coordenar as ações dos alunos. O NSCT teve um papel crucial nas revoltas populares de 1973. Depois de várias reuniões entre representantes de universidades da Tailândia, foi proposto que os estudantes tailandeses devessem ter uma organização inter-universitária. Esta organização, com o nome de Centro Nacional de Estudantes da Tailândia (NSCT), incluiu dois membros de cada uma das onze instituições: Universidade Chulalongkorn, Universidade Thammasat, Universidade Kasetsart, Universidade Silpakorn, Universidade Mahidol, Universidade de Chiang Mai, Universidade Khon Kaen, Universidade príncipe de Songkla, Colégio Prasanmit Teachers (atual Universidade Srinakharinwirot), Colégio Bangsaen Teachers (atual Universidade Burapha) e o Colégio Patumwan Teachers (agora parte da Universidade Srinakharinwirot).
Em seus primeiros anos, o NSCT não foi particularmente ativo e não organizou nenhuma atividade política. O NSCT não esteve envolvido durante as manifestações contra a corrupção interna na Universidade Chulalongkorn, em setembro de 1970. Em vez disso, eles se concentraram em áreas como serviços comunitários, aconselhando novos alunos a produzir um programa de televisão que elogiava o rei, Bhumibol Adulyadej. Esta perspectiva conservadora, monarquista podem ser rastreadas para a organização da NSCT e da maneira em que as pessoas foram eleitas oficiais. O NSCT consistia em três comissões compostas por presidentes das associações de estudantes, que eram responsáveis pela formulação da política do NSCT, e selecionava os líderes das divisões na comissão da secretaria. Isto tornou difícil para os membros dos grupos mais politicamente conscientes para controlar ou até mesmo influenciar o NSCT, como eles ainda eram vistos com desconfiança pela maioria dos alunos. Como resultado, os ativistas foram incapazes de vencer a eleição para as associações de estudantes do campus e, portanto, ao NSCT. Muitos grupos de discussão encontraram no NSCT uma associação conservadora e uniprogressiva.
Isso mudou em 1972, quando Thirayuth Boonmee, um estudante de engenharia da Universidade de Chulalongkorn, tornou-se secretário-geral da NSCT. Ele começou o envolvimento político da NSCT. No entanto, ele era prudente na escolha de problemas que deveriam ser alvos da campanha do NSCT, permitindo que a associação mantivesse a dinâmica política.
Apesar da aparente unidade do movimento estudantil, havia divisões perceptíveis entre os alunos. Enquanto eles estavam unidos em seu objetivo de remover o primeiro-ministro Thanom Kittikachorn, quando isto aconteceu e Thanom foi para o exílio, o movimento estudantil dividiu-se em duas facções principais: os estudantes universitários moderados e os estudantes, profissionais e técnicos radicais. Os alunos do ensino profissional foram marcados por sua propensão para a violência e suas demandas para o direito de estudar por graus. Da mesma forma, o NSCT foi dividido entre duas personalidades, Sombat Thamrongthanyawongse e Seksan Prasertkul. Alguns estudiosos vinculam este conflito para a competição pessoal tradicional tailandesa pelo poder, que é típico da burocracia Tai. No entanto, outros citam a cooperação entre Seksan e Sombat em protesto contra a construção de um segundo aeroporto internacional em Bangkok como prova de que era possível que estes cooperassem entre si, ao contrário de um sistema de facções dentro da organização.

## Ações do NSCT e a revolta de 1973
Em novembro de 1972, o NSCT começou uma campanha para boicotar os produtos japoneses. Esta foi uma jogada estratégica, pois evitou um ataque direto sobre o governo Thanom, mas serviu para mostrar ao público as intenções dos alunos. A campanha incluía a distribuição de folhetos em centros comerciais. Era difícil para o governo Thanom reprimir o NSCT.
Com o sucesso da campanha contra produtos de origem japonesa, o NSCT tomou uma postura mais óbvia em dezembro de 1972, respondendo ao decreto n.º 299 do Conselho Executivo Nacional, que permitia que o conselho colocasse o Judiciário sob controle burocrático direto. Este aumento de seus poderes foi encarado como prejudicial à neutralidade do sistema judicial. O NSCT organizou, durante toda uma noite na Universidade de Thammasat, uma marcha partindo desta até a Universidade de Chulalongkorn. Uma manifestação de protesto também foi realizada na Universidade de Chiang Mai. O NSCT foi apoiado pela Associação dos Advogados de Tailândia e por alguns membros da mídia. Três dias depois, o governo recuou e teve o decreto retraído.
Em junho de 1973, vários estudantes universitários da Universidade Ramkhamhaeng foram expulsos por publicar uma sátira sobre o governo no poder. A sátira foi relacionada ao escândalo da caça no Santuário de Fauna de Thungyai Naresuan, que ocorreu em abril de 1973, quando um helicóptero militar caiu e resultou na morte de oficiais militares de alto escalão, empresários ricos e uma artista de cinema. A morte da artista de cinema, que atuava em filmes muito populares, bem como dos empresários de destaque, não foi o alvo das sátiras, que tornava público alguns dos detalhes do caso, despertando a indignação pública em todo o país. Estas atividades foram expostas num momento em que o governo ampliou os mandatos de Thanom e seu vice, Praphas Charusathien, por mais um ano, com o NSCT reagindo com manifestações para pedir a reintegração dos alunos. Posteriormente, o governo decidiu fechar as universidades que sediaram os comícios do NSCT. Eventualmente, o governo cedeu no final, com os alunos reintegrados e o reitor da universidade forçado a renunciar.
Através destas ações, o NSCT ganhou uma reputação de estar das necessidades populares, ajudando a virar a opinião da classe média contra o governo militar. O NSCT também aprendeu a organizar comícios e manifestações eficazes, mostrando sua crescente experiência e desenvoltura. Em outubro de 1973, eles tinham o benefício de uma voz política e, encorajado por seus sucessos anteriores, tomou uma ação decisiva.

## Eventos de 6 a 15 de outubro de 1973
Em 6 de outubro, Thirayuth Boonmee e dez outros ativistas políticos foram presos por distribuir panfletos em lugares de grande movimentação em Bangkok, pedindo uma discussão acerca da constituição. O governo no poder usou um decreto proibindo reuniões de mais de cinco pessoas, com possibilidade de prisão para quem descumprisse. Os outros detidos foram Thirayuth, Prapansak Kamolpetch, Boonsong Chalethorn, Bandhit Hengnilrat, Visa Kanthap, Thanya Chunkathatharn, Thawee Muenthikorn, Montri Juengsirinarak, Nopporn Suwanpanich, Preedi Boonsue e Chaiwat Suravichai. Eles foram levados para a sede da polícia e suas casas foram revistadas. Em 7 de outubro, Kongkiat Kongka, acusado de ser membro de um grupo que defende a promulgação da constituição permanente, também foi preso. Em 8 de outubro, os doze detidos tiveram seu direito à fiança negado e também foram acusados pelo vice-primeiro-ministro, Praphas Charusathien, de serem ligados à uma conspiração para derrubar o governo.
Em 9 de outubro, mais de 2 000 estudantes da Universidade de Thammasat participaram de um comício anti-governo. Após o comício, os estudantes realizaram uma vigília durante toda a noite, altura em que se juntaram a eles estudantes da Universidade de Chulalongkorn e várias faculdades de formação de professores. Khaisaeng Suksai, ex-membro do Parlamento, também foi preso, elevando o número total de detidos para treze. Em 10 de outubro, alunos de outras organizações de estudantes se juntaram aos protestos e comícios em Bangkok. O governo passou a estudar a possibilidade de criação de uma organização que buscasse mediar os conflitos, que ficou conhecido como Centro de Controle de Crises, tendo Praphas Charusathien como seu diretor.
Em 11 de outubro, Praphas concordou em se reunir com os estudantes, que exigiam a libertação dos treze prisioneiros, mas ele se recusou a atender essa demanda específica. Por este ponto, os estudantes passaram a concentrar-se na Universidade Thammasat, devido ao tamanho crescente no número de manifestantes, agora atingindo cerca de 50 000. Em 12 de outubro, o governo anunciou que iria liberar os treze presos sob fiança, mas os alunos rejeitaram a oferta, afirmando que só aceitaria a libertação incondicional dos prisioneiros. O dinheiro para fiança foi contribuído por pessoas que apoiavam o protesto.
Em 13 de outubro, os manifestantes — que havia aumentado para mais de 400 000 — decidiram marchar ao monumento da democracia e exigir a libertação dos prisioneiros. O governo concordou rapidamente às exigências e prometeu que a constituição permanente seria promulgada em outubro de 1974. Com suas demandas atendidas, os estudantes concordaram em voltar para suas universidades. No entanto, cerca de 200 000 estudantes se recusou a dissolver a organização e seu líder, Seksan Prasertkul , decidiu levá-los para o palácio de modo que tivessem o conselho do rei Bhumibol.
Em 14 de outubro, os alunos chegaram ao palácio e foram recebidos pelo representante do rei, que afirmou que Bhumibol solicitou aos alunos dissolverem-se. Os alunos concordaram em fazê-lo, e o diretor-assistente da polícia ordenou a colocação de barricadas para dispersar os estudantes em uma direção única ordenada. O grande tamanho da multidão significava que muitos não foram capazes de sair, mas a polícia recusou seu pedido de outra saída. Não está claro como isso aconteceu, mas os relatórios falam sobre a violência contra os estudantes, enquanto a multidão tornou-se inquieta. No início da manhã, bombas explodiram perto do palácio real e a polícia começou a atacar os estudantes. No final da manhã, houve atos de vandalismo e violência por parte de ambos os lados quando a situação ficou fora de controle. O governo trouxe tanques, helicópteros e soldados da infantaria para apoiar a polícia. Mais de uma centena de estudantes manifestantes foram mortos e muitos edifícios em torno da Rajdamnern Avenue foram incendiados. O número de manifestantes cresceu rapidamente para mais de 500 000, enquanto outros alunos e seus simpatizantes reuniram-se para a sua defesa. Os soldados finalmente retiraram-se à noite, e às 19h15 horas, o rei anunciou na televisão e rádio que o governo militar de Thanom havia renunciado.
A violência continuou em 15 de outubro ao redor da sede da polícia, com os estudantes exigindo que Thanom fosse dispensado como chefe das forças armadas. Somente quando foi anunciado que Thanom, Praphas, e o filho de Thanom, coronel Narong Kittikachorn, casado com a filha de Praphas tinham fugido do país que a revolta popular cessou em Bangkok.